# Michelle Mizner
Michelle Mizner (Tulare, ...) è un produttrice televisiva e montatrice statunitense.

## Biografia
Michelle Mizner è nata a Tulare, dove ha frequentato la Tulare Union High School. Successivamente, ha studiato presso l'Università statale della California - Northridge, dove si è laureata in regia. Dal 2014 è produttrice del programma televisivo Frontline, in onda sulla PBS. Nel 2024 ha vinto il Premio Oscar al miglior documentario per 20 Days in Mariupol, presentato in anteprima al Sundance Film Festival nel 2023. 

## Filmografia

### Produttrice

#### Televisione
- Frontline - programma TV, 193 episodi (2014-in corso)
- Un(re)solved - programma TV, 5 episodi (2021)
- The Power of Big Oil - miniserie TV, 3 episodi (2022)

#### Documentari
- 20 Days in Mariupol, regia di Mstyslav Černov (2023)

#### Cortometraggi
- Barrio Thief, regia di Michelle Mizner (2007)

### Montatrice

#### Televisione
- Frontline - programma TV, 38 episodi (2014-2023)
- Nova - programma TV, 2 episodi (2013)
- Un(re)solved - programma TV, 5 episodi (2021)
- The Power of Big Oil - miniserie TV, 3 episodi (2022)

#### Documentari
- 20 Days in Mariupol, regia di Mstyslav Černov (2023)

#### Cortometraggi
- Herd in Iceland, regia di Lindsay Blatt e Paul Taggart (2013)

### Regista
- Barrio Thief - cortometraggio (2007)

### Sceneggiatrice
- Barrio Thief - cortometraggio (2007)

## Riconoscimenti
- Premio Oscar
  - 2024 - Miglior documentario per 20 Days in Mariupol